# サント・ニランカーリー・ミッション
サント・ニランカーリー・ミッション（Sant Nirankari Mission ,  Universal Brotherhood(ユニバーサル同胞団の使命)として知られている）は、デリー、インドのアウトベースの精神的な組織です。サントニランカーリーミッションは、「新しい宗教でも既存の宗教の宗派でもないが、生きている真のマスター（サトグル）の恵みを通して探求者が神を実現するのを助けることによって人間の福祉に捧げられた包括的な精神運動」として自分自身を識別し、刺激を与えます彼らは忠実な地球市民として生きるために。 
ミッションは1929年にババブタシンによって設立され彼は一つの形のない全能の神を知り、気づく道を示し始めた。これがサントニランカリミッションとサトグルの伝統が開始となった。
ミッションには、世界中に3000を超えるセンターと数百万のフォロワーがいます。 Satguru Mata Sudiksha Ji は、2018年7月17日以来6番目のミッションのスピリチュアルヘッドです。

## 歴史
ババアヴターシンがババブタシンと出会った1929年5月25日に正式に始まりました。ババ・アヴター・シンは、この使命を大衆に伝えるためにババ・ブタ・シンに加わった。 1943年、ババブタシンは彼の地位をババアヴターシンに引き継ぎました。Avtar Singhは分割後にデリーに移り、1948年に彼のグループを「SantNirankaris」として登録しました。彼は1962年にGurbachanSinghに引き継がれました。

Sant Nirankarisは、1950年代から正統派のシク教徒と衝突し、Gurbachan Singhの宗教的行動の一部によって緊張が高まり、1978年のSikh-Nirankariの衝突とさらなる事件で最高潮に達しました。グルバチャン・シングは1980年に暗殺された。[当然のことながら、誰もがこの行為を嘆き、非難し、彼らの忍耐と寛容は深刻なストレスにさらされていた。
前者は、ミッションが平和のために最も重い代償を払ったことを示しました。以前、60人以上の主要な宣教師の寛容は、彼らがまったく彼らのものではないことが判明した過失のために約2年間司法拘留の苦痛を受けることを余儀なくされたときに最も困難な試練にさらされました。今、ミッションはその精神的な指導者を失いました。彼の唯一の欠点は彼が真実と平和を説教したことでした。サトグル・ババ・ハルデフ・シング・ジ・マハラジによる最初の聖なる談話とそこに含まれるメッセージから、彼のこれからのビジョンを理解することができました。
愛と平和のメッセージを広め続け、すべての人の善意を祈る信者への彼の呼びかけで、悲惨な事故は避けられました。ミッションの信奉者たちは、あちこちで生命と財産の両方の面で苦しみ続けていたことは間違いありません。真実の声は、平和、愛、謙遜、寛容のメッセージを伝えながら、広範囲に広がりました。
2016年、Satguru Mata Savinder Hardev Jiは、Baba Hardev Singh JiMaharajをミッションのスピリチュアルヘッドとして引き継ぎました。  2018年、彼女は健康状態の悪化に屈する数日前に、マタ・スディクシャ・サビンダー・ハルデフ・ジをスピリチュアルリーダーとして宣言しました。 

### ババ・ブタ・シン・ジ（1873-1943）
ババブタシンジは、現在のパキスタンのハドワル村で生まれました。彼は子供の頃から霊的に傾いており、聖典を深く愛していました。思いやりと親切で、彼は永遠の真実の探求者でした。 1913年、会衆の中で、彼が霊的な賛美歌を歌っている間、涙が彼の目から転がり落ちました。彼を見て、バイー・サーヒブ・カハン・シン・ジはブタ・シン・ジに尋ねました-「あなたはあなたが呼んでいるものを知っていますか？彼を絶対的に知っているだけで、実際にあなたの祈りを意味のあるものにすることができます。」
ババブタシンジはすぐに彼が真のガイドとメンターを見つけたことに気づきました。彼はすぐそこのカハンシンジから神の知識（Brahmgyan）を受け取りました。その後、14年間、彼は真実の光を広めるために至る所を旅しました。 1929年に、彼はサンニランカリミッションを設立しました。 1943年にコマリで全能者と合併する前に、ババブタシンジは彼の目の肥えた弟子であるアヴターシンジに任務の責任を引き渡しました。 

### ババ・アヴター・シン・ジ（1899-1969）
Baba Avtar Singh Jiは、1899年12月31日、現在のパキスタンのラティファル村で生まれました。彼は正直で、勤勉で、本質的に非常に宗教的でしたが、永遠の真実を忘れていました。 1929年5月にババブタシンジに会ったとき、彼は形のないものの真の認識に恵まれました。それ以来、Avtar Singh jiは彼の生涯を彼のSatguru（真のマスター）に捧げました。 1943年、ババブタシンジは、彼の死すべき姿を去る前に、真実のバトンをババアヴタールシンジに手渡しました。 Baba Avtar Singh jiは、愛情と信仰を持って、彼の信者によって「ShahenshahJi」と呼ばれました。
インド・パキスタン分離独立後、ババ・アヴター・シン・ジはインドのデリーにサント・ニランカーリー・マンダルを設立し、急速に拡大するミッションの活動を実行するための効果的な行政構造を提供しました。彼はSampuranAvtarVaniを通して深いメッセージで人類を祝福しました。彼の注目に値する貢献には、儀式と迷信の連鎖を断ち切るように人々を教育し、力を与えることも含まれます。彼の遠視、信じられないほどの勇気と誠実さは、何千人もの信者を刺激し続けました。 1962年、ババ・アヴター・シング・ジはミッションの責任をババ・グルバチャン・シング・ジに委ね、彼の残りの人生を通常の信者として導くことを決定しました。次の約7年間、彼はサトグルババグルバチャンシングジの蓮華の足で完全に降伏して人生を送りました。1969年9月17日に全能者と合併する前に

### ババ・グルバチャン・シン・ジ（1930-1980）
Baba Gurbachan Singh Jiは、1930年12月10日、現在のパキスタンの都市、ペシャワールでBaba Avtar SinghJiとMataBudhwantiJiの家族に生まれました。彼は子供の頃から静かで、シンプルで、本質的に用心深い人でした。インド・パキスタン分離の激動の時代に、彼はワウ難民キャンプで無私無欲に奉仕しました。それは管理者に非常に感銘を与え、キャンプ全体の責任をグルバチャン・シン・ジに引き渡しました。彼はKulwantKaur Jiと結婚し、Kulwant KaurJiは後にShahenshahjiによって「Rajmata」の称号で飾られました。
ババ・グルバチャン・シン・ジは、1962年にミッションを率いる精神的責任を引き継ぎ、真実、愛、平和の光を世界中に広めるために広範囲に旅をしました。彼はまた、教育、健康、エンパワーメントの分野で数多くの社会的高揚プログラムを開始し、実行しました。大量結婚、中毒者の禁欲、学校や大学の設立などの主要な革命的措置は、ババ・グルバチャン・シン・ジによって取り上げられました。彼の有能な管理、モチベーション、ガイダンス、シンプルな生活、そして社会的認識は、すべてに刺激を与えました。ミッションの人気が高まるにつれ、反対派も高まり始めました。使命の勢いを妨げるために、悪意のある人々によって多くの努力がなされました。そのような罪深い事件の1つで、ババ・グルバチャン・シン・ジは1980年4月24日に人類のために命を落とさなければなりませんでした。 

### ババ・ハルデフ・シン・ジ（1954-2016）
ババ・ハルデフ・シン・ジは、1954年2月23日にデリーでグルバチャン・シン・ジとクルワント・カウル・ジを両親として生まれました。幼い頃から、Hardev SinghJiは並外れた人格を持っていました。彼は多くの悟りを開いた聖徒たちと一緒にいることを祝福されました。彼はいつも平和で忍耐強く行動していました。 1980年にババグルバチャンシンジが突然亡くなった後、彼はニランカーミッションの取り乱し苦しんでいる信者にこれらの崇高な言葉で演説しました。彼の人生を築いた。」現在サトグルとしてミッションを率いるババ・ハルデフ・シン・ジによるこれらの深遠な言葉は、信者に切望されていた安定と方向性を提供しました。
平和と真実の大使として、ババ・ハルデフ・シン・ジはインドと海外で数多くの救いのツアーを行いました。平和共存、壁のない世界、一体感の調和など、彼のユニークなメッセージ。みんなに感動を与えただけでなく、多くの人の生活を変えました。国連（UNO）は、ババジの教えの広範な影響を認識し、2012年に特別協議資格を与えられたサンニランカリミッションを称えました。その後、2018年に一般協議資格にアップグレードされました。
神性と人間性の救世主であるババ・ハルデフ・シン・ジは、愛の純粋な擬人化として明確に説明することができます。彼の威厳、シンプルさ、創意工夫、粘り強さは、ミッションに多面的なアウトリーチをもたらしました。彼の魅惑的な笑顔、神聖な魅力、甘い言葉、思いやりのある心、謙虚な自然、そして無条件の許しは、これからの世代の心と心に消えない記憶として刻み込まれ続けます。人類は、2016年5月13日、カナダでの霊的集会に出席するために旅行していたときに、不幸な事故で体型を失いました 

### Mata Savinder Hardev Ji（1957-2018）
Mata Savinder Hardev Ji Maharajは、子供の頃から勇敢で、思いやりがあり、謙虚で、心の広い魂でした。彼女は1957年1月12日に生まれ、献身と謙虚さを大切にする家族で育ちました。サビンダー・ジは完全な信仰と降伏をもって精神性の道を歩みました。 Hardev Singh jiと結婚した後、彼女は尊厳、愛情、シンプルさ、そして献身で家族と社会的義務をすべて果たしました。彼女は36年間の彼の救いのツアーの間にババ・ハルデフ・シン・ジに同行し、世界中に愛と平和のメッセージを広めました。
ババ・ハルデフ・シン・ジが物理的な形で悲しく突然出発したとき、マタ・サビンダー・ハルデフ・ジ・マハラジは、サン・ニランカリ・ミッションの5番目のサトグルとして現れました。彼女自身の肉体的および感情的な苦痛を脇に置いて、Satguru Mata Jiは彼女の母親の暖かさで何百万人ものニランカー教徒の信者を祝福し、非常に試練の瞬間に彼らを安心させました。彼女は全能の神の意志を受け入れ、信者の間でも同じことを説き、グルデフ・ハルデフの教えと大衆の間での使命の神聖なメッセージを引き継ぐように彼らを鼓舞しました。 Satguru Mata Jiは、大きな決意を持って神の知識の精神的な旅を進めました。
形のないニランカーに合流する前に、マタサビンダージはマタスディクシャジマハラジをミッションの6番目のサトグルとして宣言することによって悟りの神聖な席を飾りました。 Satguru Mata Savinder Hardev Ji Maharajは、人類の歴史の中で、至福と力の灯台として常に記憶されています。マタジは2018年8月5日に形のないニランカーリに統合されました

### Satguru Mata Sudiksha Ji Maharaj（1985）
1985年3月13日、ババ・ハルデフ・シン・ジと3人の姉妹の末っ子であるマタ・サビンダー・ジの聖家族に生まれたスディクシャ・ジは、忍耐力、強さ、信仰、知恵で常に際立っていました。彼女は学生生活の中で常にグルシークの美徳を支持していました。彼女は心理学の学士号を取得しています。人生で困難な状況に直面した後でも、スディクシャ・ジはニランカーへの信仰を失うことはありませんでした。彼女は常に彼女の周りのすべての人にとって力と喜びの柱でした。 2018年7月16日にマタサビンダーハルデフジマハラジがミッションを率いるセワを彼女に手渡したとき 、ブラリでの式典で、サトグルマタスディクシャジは謙虚に敬意を表し、真実のメッセージを広めるという大きな責任を受け入れました。Mata Sudiksha Jiは、信者、特に若者を、義にかなった、規律のある、意味のある道へと継続的に動機づけ、導き続けてきました。彼女は、神を知ることがバランスの取れた至福の人生を送る唯一の方法であると信じ、説教しています。
Satguru Mata Jiがニランカーミッションの6番目のマスターとして奉献されて以来、彼女は魂とオーバーソウル、形のない神とのつながりを確立することによって、愛と平和のメッセージを広めるためにインドの隅々まで旅してきました。 。彼女の世界中のツアーは、若者たちの揺らぐ心を安定させ、方向性と目的の両方を与えました。彼女の人生のパートナーであるラミット・チャンドナ・ジ牧師は、この慈悲と人間の福祉の道を彼女と肩を並べて歩いてきました。
インド国内外で開催されたニランカーユースシンポジウム（NYS）の旅は、サトグルマタジのビジョンを鮮やかに浮かび上がらせます。 NYSは革命的な一歩であり、若者は自分の考えを表現するためのプラットフォームを見つけ、疑問を系統的に理解しています。 Mata Sudiksha Jiは、人々に神を知ることだけでなく、真の本質において神を知ることを望んでいます。ミッションとそのボランティアが、封鎖によって人々が元の場所にとどまることを余儀なくされた現在のCOVID-19危機の間に、影響を受けた多くの人々に奉仕することができたのは、Satguru MataJiの祝福と指導によるものです。
Satguru Mata Sudiksha jiは、神の意志の受け入れを説き、あらゆる分野で最善を尽くし、チームとして一生懸命働き、私たちの社会の有機的かつ全体的な成長を確認します。彼女は、天然資源の賢明な利用、あらゆる可能な方法でのエネルギーの節約と保全を提唱しています。
したがって、簡単に言えば、Satguru Mata Sudiksha JiMaharajは模範を示すことを愛するスピリチュアルマスターであると言っても過言ではありません。
すべての弟子の信仰を守り、あなたの献身的な人生は生きた模範です。雨であれ、燃える太陽であれ、あなたは唯一の人を目撃し、信じました

## 信念
サントニランカリミッションは、神の実現を通して自己実現を目指しています。 人間は、神によって創造された他のすべての種よりも優れていると言われています。彼が永遠の真実と一時的な存在、現実と非現実、望ましいものと望ましくないものを区別することを可能にする知性を授けられたのは人間だけです。ただし、このためには、何が真実で、現実で、望ましいのかを理解している必要があります。
通常、私たちは私たちを取り巻くすべてのものを見つけます。それは日常生活の中で起こり、私たちが行うすべてのことは真実、現実、そして事実の問題です。しかし、これらすべてを注意深く見ると、これらの現実は永遠に続くものでも、永遠に一定のものでもないことがわかります。時間、場所、人の変化とともに変化します。したがって、私たちに必要なのは、究極の真実、究極の現実、無限で永遠、時を超えて、誕生と死を超えて、場所を超えて-どこでも同じで、すべてのアイデンティティを超えて-カーストや色に関係なく、すべての人にとって同じです、人種、宗教、国籍など
そして、この究極の真実、究極の現実。この至高の永遠の無限の実体は神です。彼の形のない存在において、何も存在しないときにそこにいたのは彼であり、すべてが存在するときに彼はそこにあり、そして何も存在しないときにそこにいるでしょう-生物または無生物。したがって、人間の生活の主な目的は、この形のない、属性のない遍在する、全知の、そして全能の神を知ることです。 これが私たちの生きる目的です。それが成し遂げられ、神が私たちの考え、言葉、行動に関連付けられると、私たちは何が真実で、現実で、望ましいかを知ることができます。
ですから、いつでもどこでも、どんな状況でも、心と神を結びつけなければなりません。これは人生を意味のある、楽しい、そして満足のいくものにします。これは完全な調和の状態につながり、ここでの生活を幸せにし、来世の永遠の至福を獲得します。 ミッションの信者は、ミッションのさまざまなセンターで開催される定期的な会衆を通して霊性を実践します。サントニランカリサマガムと呼ばれる毎年恒例の会衆は、サマルカのサントニランカリスピリチュアルコンプレックスでも開催され、多くの信者が集まってスピリチュアリティについての考えを共有しています。

## サンプランアヴターバニ
「SampuranAvtarBani」は、Sant NirankariMissionのイデオロギーの鍵です。著者のNirankariBaba Avtar Singh Jiにちなんで名付けられ、1957年に「AvtarBani」というタイトルで最初に出版されました。ただし、その拡大版は1965年に「SampuranAvtar Bani」（完全なAvtar Bani）として公開されました。もともとは簡単なパンジャブ語の詩で書かれており、ウルドゥー語とシンド語にいくつかの節がありますが、Sampuran AvtarBaniはミッションのメッセージをあらゆる面で説明しています。神聖な宗教書として崇拝されていなくても、すべてのニランカーリーはその信憑性を高く評価しています。 Sampuran Avtar Baniは、グルムキー文字、デーバナーガリー文字、ウルドゥー語、ローマ字ですでに公開されています。また、英語（散文）と、ヒンディー語、ウルドゥー語、ベンガル語、グジャラート語、ネパール語、マラーティー語、 Garhwali 、 Haryanavi 、シンド語とテルグ語（すべての詩）に翻訳されて公開されています

## サンプランハルデフバニ
この至福の世界に飛び込んで、見逃してはならない知恵を探しましょう。それはあなたに何百万もの栄光をもたらす興味深い物語と組み合わされた無限の楽しみを持っています。 

## ニランカー美術館
ニランカリ博物館は、2005年2月22日に、ミッションの4番目のサトグルであるBaba Hardev SinghJiによって開館しました。博物館はニューデリーのサントニランカリサロバーコンプレックス内にあります。それは視聴覚と写真を通してミッションの歴史と重要な教えを描写します 

## ニランカーリサンサマガム
大規模なスピリチュアルな集まりを表すために使用される用語であるニランカリサンサマガムは、インドのハリヤーナ州サマルカにある1400エーカーを超えるサントニランカリスピリチュアルコンプレックスの土地で開催されます。これは、ミッションのすべてのメンバーの年次日記のハイライトの1つであり、年に1回、完全に調和し、熱意を持って集まります。サマガムは、さまざまな文化、信仰、背景、人生の歩みからの人々が集まり、ニランカーとして知られている1つの形のない神の祈りと記憶に参加する本当にユニークな機会です。
世界中から1,000人のセバダルユニット（無私のボランティア）がこの機会に無私の奉仕に従事し、ミッションの高貴な仕事を管理するために一年中精力的に働いています。
これは、若者と高齢者を同様に関与させることにより、地域社会の貢献と奉仕の感覚をさらに促進します。

## コミュニティの貢献
この使命は、社会福祉部門を通じて、またサントニランカリ慈善財団（SNCF）を通じて、社会福祉と地域社会の発展に貢献してきました 。ここでの根底にある原則は、謙虚に奉仕することによって、世界を癒し、豊かにし、力を与えることです。
ミッションは、インドのさまざまな都市で多くの学校、大学、その他の教育機関を運営しています。これに伴い、若者向けの職業訓練機関が設立され、スキルアップが進んでいます。若者のエンパワーメントと女性のエンパワーメントプログラムも定期的に開催されています。
健康の分野では、ミッションはさまざまな健康診断キャンプ、目の健康診断キャンプを組織し、障害者や高齢者に医療援助を提供してきました。献血キャンプ は、約30年間組織されており、この旅は進行中です。 COVID-19パンデミックの非常に困難な時期でも ミッションは、インドのさまざまな地域で多くの安全でよく管理された献血キャンプを組織しました。
ミッションの信者は、自然災害の影響を受けた兄弟姉妹に救済とリハビリテーションを提供するとともに、植林ドライブと清潔ドライブにも関わっています。無私の奉仕のこれらすべての努力は、1956年に設立されたSant Nirankari Sewadal（SNSD）の形で規律あるグループを形成するミッションのボランティアによって行われます。
ミッションはまた、コミュニティの包括的な健康と健康に対応するために、インドの北デリーにある巨大な超専門病院であるSant Nirankari Health City（SNHC）を考案しています  

### サントニランカリマンダルのウェブサイトからの参照
1. ↑  “History | Baba Buta Singh Ji (1873–1943)”. Sant Nirankari Mission.   Sant Nirankari Mandal (Regd.). 2010年12月10日閲覧。